# Автобан A12 (Німеччина)
Федеральний автобан A12 (A12, нім. Bundesautobahn 12) — автобан у східній Німеччині, з'єднує Берлін з Франкфурт-на-Одері і Польщею і є частиною Автошляху E30.
Сучасна система числення була введена в Західній Німеччині 1 січня 1975 року. Позначення A 12 вже було зарезервовано для автобану в НДР.

## Магістраль Свободи
Польщі не вистачало символічної події, щоб відзначити кінець Народної Республіки, як-от падіння Берлінської стіни та пов’язане з цим відкриття кордону. Поганий стан багатьох польських доріг вважався символом соціалістичної дефіцитної економіки. До 1989 року і пізніше швидкісних доріг практично не було. Автомагістраль до Варшави була введена в експлуатацію лише за кілька місяців до Чемпіонату Європи з футболу 2012 року.

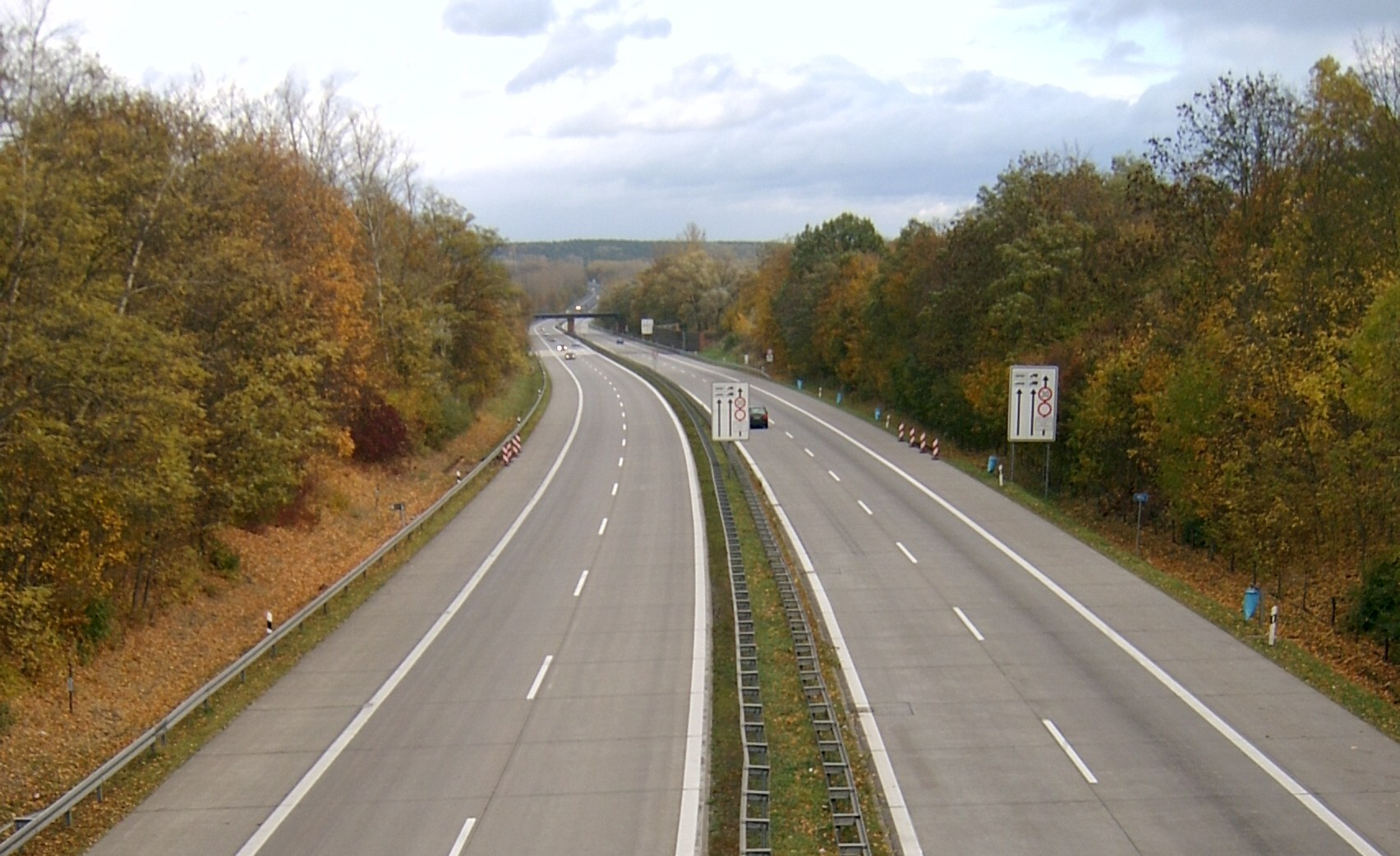
Автомагістраль A12 в околицях Франкфурта-на-Одері.

Таким чином нові автостради стали символом ринкової економіки та зв’язку із Західною Європою. З ініціативи Президента Польщі Броніслава Коморовського польська Автострада А2 отримала почесне найменування «Магістраль Свободи» (пол. «Autostrada Wolności») 4 червня 2014 року, у 25-ту річницю місцевих парламентських виборів 1989 року. 9 жовтня 2014 року, у 25-ту річницю понеділкових демонстрацій у Лейпцигу, Катеріна Райхе, член Бундестагу від ХДС Бранденбурга та парламентський державний секретар у Федеральному міністерстві транспорту та цифрової інфраструктури, також присвоїла A12 почесне найменування «Магістраль Свободи».